# Tatomirești (okręg Vaslui)
Tatomirești – wieś w Rumunii, w okręgu Vaslui, w gminie Rebricea. W 2011 roku liczyła 243 mieszkańców.